# Remotomyia penrithae
Remotomyia penrithae là một loài ruồi trong họ Asilidae. Remotomyia penrithae được Londt miêu tả năm 1983. Loài này phân bố ở vùng nhiệt đới châu Phi.